# Luc Van den Bossche
Luc Van den Bossche (* 16. September 1947 in Aalst) ist ein belgischer Politiker der Socialistische Partij Anders (sp.a).

## Leben
Van den Bossche schloss 1970 sein Studium der Rechtswissenschaften an der Universität Gent ab und arbeitete anschließend als Rechtsanwalt in der Genter Rechtsanwaltskammer. Von 1989 bis 1992 bekleidete er das Amt des flämischen Ministers für Inneres und öffentlichen Dienst und von 1995 bis 1998 war er zusätzlich stellvertretender Ministerpräsident. 1998 ersetzte er Louis Tobback im Amt des Innenministers auf föderaler Ebene, als dieser nach dem Skandal um den Tod der nigerianischen Asylbewerberin Semira Adamu zurücktreten musste. 1999 übernahm Van den Bossche für kurze Zeit auch das Amt des Ministers für Volksgesundheit, als sein Parteikollege Marcel Colla aufgrund des Dioxinskandals seinen Posten verlor. Nach den Wahlen desselben Jahres erhielt er das Amt des Ministers für den öffentlichen Dienst.
2003 zog sich Van den Bossche aus der Politik zurück und übernahm am 27. Mai 2003 den Vorsitz der Associatie Universiteit Gent (AUGent) und am 1. September 2003 den Vorstandsvorsitz der Brussels International Airport Company (BIAC).

## Familie
Aus der mittlerweile geschiedenen Ehe mit Lieve Bracke (* 1947) hat Van den Bossche eine Tochter, Freya Van den Bossche, die als Haushaltsministerin, Ministerin für Verbraucherschutz und stellvertretende Premierministerin in der Regierung von Guy Verhofstadt ebenfalls als Politikerin für die sp.a aktiv war; seit 2009 ist sie Ministerin für Energie, Wohnungsbau, Städtepolitik und Sozialwirtschaft in der flämischen Regierung unter Kris Peeters.

## Publikationen
- Informatica en privacy, Brüssel 1980

| Personendaten    | Personendaten        |
| ---------------- | -------------------- |
| NAME             | Van den Bossche, Luc |
| KURZBESCHREIBUNG | belgischer Politiker |
| GEBURTSDATUM     | 16. September 1947   |
| GEBURTSORT       | Aalst, Belgien       |